# Роберто Галярдини
Роберто Галярдини (на италиански: Roberto Gagliardini; роден на 7 април 1994 в Бергамо) е италиански футболист, играе като полузащитник, и се състезава за италианския Интер.

## Клубна кариера
Роден в град Бергамо, Галярдини е продукт на школата на местния отбор Аталанта. Преминава през всички младежки отбори, а после заиграва за резервния отбор на тима. През сезон 2013/14 е промотиран до първия отбор на Аталанта.
На 4 декември 2013 година записва своя професионален дебют, започвайки като титуляр при победата с 2-0 над Сасуоло в мач от турнира за Купата на Италия.
Na 17 януари 2014 година преминава под наем в Чезена до края на сезона. Осем дни по-късно Галярдини отбелязва първия си професионален гол при победата с 3-1 над Варезе в мач от Серия Б.
На 1 септември 2014 година е отдаден под наем в отбора от Серия Б Специя.
На 29 юли 2015 година преминава под наем в отбора на Виченца.
През сезон 2016/17 се завръща в първия отбор на Аталанта и се превръща в ключова фигура за отбора от родния си град.

## Национален отбор
На 28 февруари 2014 година Галярдини е повикан в състава на Италия до 20 години.
На 12 август 2015 година прави свия дебют за отбора на Италия до 21 години в приятелски мач срещу Унгария до 21 години.
През ноември 2016 година благодарение на силния си полусезон с Аталанта, Галярдини е повикан в мъжкия отбор на Италия за квалификацията за Световното първенство през 2018 година срещу Лихтенщайн и приятелската среща срещу Германия. Роберто не взема участие в нито един от двата мача.

## Успехи

### Отборни
Интер
- Серия А (1) : 2020/21